# Boston-Marathon 2002
Der Boston-Marathon 2002 war die 106. Ausgabe der jährlich stattfindenden Laufveranstaltung in Boston, Vereinigte Staaten. Der Marathon fand am 15. April 2002 statt.
Bei den Männern gewann Rodgers Rop in 2:09:02 h und bei den Frauen Margaret Okayo in 2:20:43 h.

## Ergebnisse

### Männer
| Platz | Athlet                 | Land      | Zeit (h) |
| ----- | ---------------------- | --------- | -------- |
| 01    | Rodgers Rop            | Kenia     | 2:09:02  |
| 02    | Christopher Cheboiboch | Kenia     | 2:09:05  |
| 03    | Fred Kiprop Kiptum     | Kenia     | 2:09:45  |
| 04    | Mbarak Hussein         | Kenia     | 2:09:45  |
| 05    | Lee Bong-ju            | Südkorea  | 2:10:30  |
| 06    | Elias Chebet           | Kenia     | 2:10:40  |
| 07    | Simon Kipruto Bor      | Kenia     | 2:11:39  |
| 08    | Getachew Kebede        | Äthiopien | 2:11:39  |
| 09    | Luis Fonseca           | Venezuela | 2:11:49  |
| 10    | Silvio Guerra          | Ecuador   | 2:12:28  |

### Frauen
| Platz | Athletin                  | Land                | Zeit (h) |
| ----- | ------------------------- | ------------------- | -------- |
| 01    | Margaret Okayo            | Kenia               | 2:20:43  |
| 02    | Catherine Ndereba         | Kenia               | 2:21:12  |
| 03    | Elfenesh Alemu            | Äthiopien           | 2:26:01  |
| 04    | Sun Ying-Jie              | Volksrepublik China | 2:27:26  |
| 05    | Firaya Sultanova-Zhdanova | Russland            | 2:27:58  |
| 06    | Bruna Genovese            | Italien             | 2:29:02  |
| 07    | Nuța Olaru                | Rumänien            | 2:30:26  |
| 08    | Mai Tagami                | Japan               | 2:32:00  |
| 09    | Gitte Karlshøj            | Dänemark            | 2:35:01  |
| 10    | Yukari Komatsu            | Japan               | 2:35:34  |